# Kazuo Tomita
Kazuo Tomita (富田 一雄?, Tomita Kazuo; Fukuoka, 1º gennaio 1939) è un ex nuotatore giapponese.

## Carriera
Ha rappresentato la sua nazionale ai giochi olimpici di Roma del 1960 e, con i compagni di squadra Kōichi Hirakida, Yoshihiko Ōsaki e Keigo Shimuzu, ha vinto la medaglia di bronzo nella 4x100 misti.

## Palmarès
- Giochi Olimpici

Roma 1960: bronzo nei 4x100 misti.